# Carinatae
Carinatae è una sottoclasse appartenente alla classe Aves e racchiudendo l'infraclasse dei Neornithes.